# 塩野香料
塩野香料株式会社（しおのこうりょう）は、大阪府大阪市に本社を置く香料メーカーである。創業は1808年（文化5年）で、業歴は200年を超える。2005年の調査では、売上高は日本の香料業界第7位であった。

## 主な製品
食品・香粧品用香料の製造を行う。

## 事業所
- 大阪本社、塩野フィネス本社 - 〒541-0045　大阪府大阪市中央区道修町3丁目1番6号
- 大阪事業所 - 〒532-0033 大阪府大阪市淀川区新高5丁目17番75号
- 東京本社 - 〒101-0035 東京都千代田区神田紺屋町19番地
- 塩野フィネス福井事業所 - 〒913-0036 福井県坂井市三国町米納津49字浜割156番1

## 沿革
1778年（安永7年）、摂津国西成郡海老江村（現・大阪市福島区）で百姓代を務める松中弥右衛門の元に三男（幼名不詳）が生まれた。1789年（寛政元年）、11歳になった三男は大阪・道修町の薬種商塩野屋藤兵衛の元へ丁稚奉公に出た。19歳になると元服し、吉兵衛（正しくは、吉の字の上部が土。兵衛）を名乗るようになり、30歳前には大番頭を務めた。1808年（文化5年）1月1日、主人の塩野屋藤兵衛からのれん分けを認められ、「塩野屋吉兵衛」として商売を始めた。しかし、当初は薬種中買仲間株（営業権）に空きがなく、1816年に同業の福島屋半兵衛から仲間株を購入するまでの8年間は仲買人の仕事を務めた。1830年、初代吉兵衛が52歳で急逝。吉兵衛は五男二女をもうけていたが、16歳の三男と13歳の四男を残し、他の子は早世していた。三男は藤兵衛の店で手代として働いており、元服より佶兵衛を名乗った。1833年に藤兵衛が亡くなると妻のやすが商売を継いだが、1836年6月に佶兵衛がやすの代判（後見人）を務めた。それと同時に吉兵衛を襲名し、1950年まで藤兵衛家の家業を守った。自らも1848年12月に、初代吉兵衛より譲り受けた仲間株で薬種商を始め、人参や大黄、医薬原料としての麝香などを取り扱った。二代目吉兵衛は、1870年に長男の豊太郎に吉兵衛の名を譲った。1872年に株仲間制度が廃止となり、これに代わるものとして1874年に薬種商組合が結成されたが、三代目吉兵衛は1889年に最高位の役職である総取締に選任された。1897年には大阪製薬株式会社（のちの大日本製薬→大日本住友製薬）の発起人の一人となり、1904年には大阪道修薬学校（現・大阪薬科大学）の設立に携わった。1880年に開園した愛珠幼稚園の設立にも参加し、初代園長を務めた。
道修町では1893年に小川商店（現・小川香料）が合成麝香を扱うなど、芳香原料を扱う業者が現れ始めた。1908年1月、三代目吉兵衛の長男の光太郎（のちの四代目吉兵衛）が家業を継いだが、光太郎の義弟の武田松之助も薬種商を始めた。身内同士の競合を避けたいと考えた光太郎は、叔父の初代塩野義三郎の後押しもあり、事業を芳香原料商へと転換した。同年5月に輸入ジンジャーエール香料を大阪市西区のラムネ業者に販売したのが香料事業の始まりである。同時期に、屋号を「塩野屋吉兵衛商店」に改めた。
1880年に神戸に生まれた吉阪丙吉は医学を志し渡米したが、当時研究が盛んであった香料に関心を持ち、ヨーロッパで研究を深めた。1913年に帰国すると、兵庫県武庫郡西灘村（現・神戸市灘区岩屋北町）に吉阪化学研究所を設立した。1914年、第一次世界大戦が勃発するとイギリスやドイツからの香料原料の輸入が途絶えた。塩野屋吉兵衛商店は吉阪化学研究所と提携し、芳精化学研究所を設立した。研究開発を進めたい吉阪と、香料の流通を進めたい塩野との思惑が一致した提携であった。その後研究所は手狭になり、丙吉の兄が武庫郡西郷町（現・灘区船寺通）に建設し所有していた新工場に、1918年に全面移転した。吉阪は健康上の理由で研究所を退任し、1919年には芳精化学研究所を一旦解散し、設備や人員を引き継いで塩野化学研究所を新たに設立した。これにより、塩野屋吉兵衛商店は製販一貫体制となった。
塩野化学研究所は丁子油の製造を行っていたが、製造上の手違いにより蒸留釜が大破した。営業責任者の富樫芳治郎（三代目吉兵衛の二男で、養子に出ていた）は、天然香料の製造をやめ、合成香料の製造や果実エッセンスの研究に専念するよう指示した。1921年には国産初のレモンエッセンスの製造に成功した。
1929年（昭和4年）12月7日、資本金50万円で塩野香料株式会社を設立した。1934年には大阪市東淀川区新高北通（現・淀川区新高）に大阪工場を竣工、神戸より生産を移した。1935年には東京に出張員詰所を開設、1938年には台湾の竹東鎮に工場を開設した。竹東工場は、それまでイタリアから輸入していたオレンジオイルやレモンオイルの輸入途絶に備え、柑橘油の製造を行うことを目的したものであり、工場周囲には柑橘果樹の農場を設けた。1939年6月にはイタリアからの柑橘油の輸入が完全に途絶えた。1940年には第3の生産施設として、良質なナツミカンの産地である愛媛県西宇和郡川之石町（現・八幡浜市）に川之石工場を開設した。
第二次世界大戦中の1941年、香料は奢侈品にあたり時節柄相応しくないとして「塩野化工株式会社」に社名変更。これにあわせ、川之石工場は「南海塩野工業株式会社」の四国工場とした。戦時中は香料製造の技術や設備を使い、軍に納める溶剤、可塑剤、浮遊選鉱剤や後述のポリスチレン樹脂の製造を行った。防諜上の理由から、大阪工場は「神武六六五五工場」と呼ばれた。神武は近畿軍需管理部所管、六六は大阪府の化学工場を意味し、五五は個別の工場の識別の役割を持っていた。
1945年1月29日、四代目吉兵衛が肺炎により急逝、実弟にあたる冨樫芳治郎が社長に就いた。
終戦後、竹東工場は中国側に接収されたが、大阪工場と川之石工場でエッセンスや食品香料、化粧品向け調合香料の製造を再開した。貿易は再開したもののシトロネラ油の輸入は不安定で、長崎県大村に自生するクスノキ科アオモジ (Litsea cubeba) の油からシトラールを採取した。1951年12月1日には社名を「塩野香料株式会社」に戻した。川之石工場については、地元に結成された農業協同組合が自ら柑橘油の製造を行い、組合外への果実の供給を制限したことと、オレンジオイルの輸入が順調になったことから1954年4月に閉鎖された。
1963年、富樫が病気療養のため退任し、社長の地位が5年間空位となったのち1968年に四代目吉兵衛の長男である塩野太郎が社長に就任した。富樫は1969年6月9日に死去した。
1967年には、全国統一ブランドの清涼飲料水「ユーミー」に香料を供給するとともに、塩野香料の特約店網を通じて販売を支援した。「ユーミー」のブランド名は、社内の公募で選考されたものである。
1990年9月30日、新社屋の「K・シオノビル」が竣工した。同年に開催された国際花と緑の博覧会では、「いんなあとりっぷ館」にフィトンチッド、「ふしぎな森の館 松下館」に果樹園の香りの環境フレグランスを提供する形で参加した。
1996年、香料事業の収縮を見越し、有機合成化学部門の強化を目的に、子会社の塩野フィネス株式会社を設立した。
2001年6月27日には、塩野太郎の養子である塩野秀作が代表取締役社長に就任した。

## 技術開発
大阪工場では、第二次世界大戦前にはベンゼンとエチレンオキシドから塩化アルミニウムを触媒としてバラの香り成分であるβ-フェネチルアルコールを製造する研究を行っていたが、フェネチルアルコールを高度に精製すると脱水反応が起き、スチレンモノマーが得られた。これを重合させたポリスチレンは日本で初めての同材の工業化であり、アメリカ軍のレーダーによる軍用機の捕捉を回避する絶縁体として使われた。
1935年に、丁子から単離したオイゲノールからオゾン法によりクローブバニリンを製造したが、その20年後の1955年にはエチルバニリンの製造に成功した。エチルバニリンは、バニリンに比べ2/3ないし1/3の使用量で同等の効果を表すものである。
1956年、クラウディと呼ばれる乳化香料を上市した。これは清涼飲料に香りとともに着色や適度な濁りを与えるものであるが、これは1900年制定の清涼飲料水営業取締規則により、細菌の繁殖による飲料の劣化と判別するため透明としなければならないとの規定が、1947年の食品衛生法により、濁りをもたせた飲料の製造が可能となったことによるものであった。
1969年、帝人が大豆タンパク質を原料とした人造肉を開発したことに伴い、塩野香料では、これに肉に似た風味をつける呈味香料を開発するプロジェクトを立ち上げた。結果として人造肉は普及せず、プロジェクトは2年で解散したが、この研究はのちにインスタントラーメンやカニカマ向けの香料に活かされた。
2004年には辻ウェルネス、フランステレコム、ケイ・オプティコムなどと共同で、料理の画像とともに香りを配信する「香りWeb」の実証実験に参画した。

## 塩野義製薬との関係
二代目吉兵衛の三男として1854年に生まれた義三郎は、1874年2月に分家して塩野家の西隣に居を構え、1878年3月17日に薬種商を創業し漢薬を中心に扱った。1886年には取扱いを洋薬に改めた。この塩野義三郎商店が、のちの塩野義製薬である。

## 扇印
三代目塩野吉兵衛は、ある日塩野家に出入りしていた大阪四条派の画家武部白鳳に、「頭合わせ三つ松」の家紋にちなんで、愛用の扇子に三蓋松を描いてくれるよう頼んだ。白鳳は頼みに応じ、見事な三蓋松を描き上げた。その絵は1908年に商標登録され、扇印エッセンスのラベルなどに使用されている。